# Acanalonia dubia
Acanalonia dubia är en insektsart som beskrevs av Fowler 1900. Acanalonia dubia ingår i släktet Acanalonia och familjen Acanaloniidae. Inga underarter finns listade i Catalogue of Life.